# 兒玉和夫
兒玉 和夫（児玉 和夫、こだま かずお、1953年（昭和28年）6月11日 - ）は、日本の外交官。外務報道官、外務省研修所長を経て、2013年から経済協力開発機構日本政府代表部特命全権大使、2016年から欧州連合日本政府代表特命全権大使。
2012年9月27日国際連合総会の一般討論演説で、尖閣諸島国有化に関し楊潔篪中華人民共和国外交部長が日本を非難したことに対し、尖閣諸島は日本の領土であるとの答弁を行い、中国の李保東国連大使と論戦を行った。

## 経歴・人物
- 1975年（昭和50年）11月 外務公務員採用上級試験に合格
- 1976年（昭和51年）3月 東京大学法学部第3類（政治コース）卒業[2]
- 1976年（昭和51年）4月 外務省入省
- 1977年（昭和52年）英語研修（オックスフォード大学卒業）
- 1979年（昭和54年）在アラブ首長国連邦大使館
- 1983年（昭和58年）7月 経済協力局経済協力第一課長補佐
- 1984年（昭和59年）11月 経済協力局有償資金協力課長補佐
- 1985年（昭和60年）10月 大臣官房海外広報課首席事務官
- 1988年（昭和63年）8月 在イギリス大使館一等書記官
- 1991年（平成3年）11月 香港総領事館領事
- 1994年（平成6年）1月 欧亜局大洋州課長
- 1996年（平成8年）2月 大臣官房国際報道課長
- 1998年（平成10年）1月 在アメリカ合衆国大使館公使
- 2001年（平成13年）1月 在インド大使館公使
- 2003年（平成15年）1月 経済協力局参事官兼アジア大洋州局参事官
- 2003年（平成15年）8月 経済協力局審議官兼アジア大洋州局審議官
- 2005年（平成17年）8月 経済協力局審議官兼査察補佐官
- 2006年（平成18年）5月 ロサンゼルス総領事
- 2008年（平成20年）外務報道官
- 2010年（平成22年）8月 特命全権大使、国際連合日本政府次席代表[3]
- 2013年（平成25年）外務省研修所長
- 2013年（平成25年）9月 経済協力開発機構日本政府代表部特命全権大使
- 2016年（平成28年）7月26日 欧州連合日本政府代表部特命全権大使[4]
- 2020年（令和2年）11月1日 フォーリン・プレスセンター理事長（代表理事）[5]

## 同期
- 齋木昭隆（13年外務事務次官・12年外務審議官（政務）・11年駐印大使・08年外務省アジア大洋州局長）
- 鶴岡公二（13年内閣官房審議官兼TPP政府対策本部首席交渉官・12年外務審議官（経済）・10年外務省総合外交政策局長）
- 木寺昌人（12年駐中国大使・内閣官房副長官補）
- 國方俊男（13年北極担当大使・11年駐チェコ大使）
- 小菅淳一（11年駐ヨルダン大使・06年駐アフガニスタン大使）
- 高田稔久（13年沖縄担当大使・駐ケニア兼ソマリア兼エリトリア兼セーシェル兼ブルンジ大使・10年駐ケニア大使）
- 福川正浩（11年駐ペルー大使）
- 田尻和宏（13年駐パラオ大使）
- 篠田研次（12年駐フィンランド大使）
- 高橋邦夫（11年駐ネパール大使・09年駐スリランカ兼モルディブ大使）
- 久枝譲治（11年駐オマーン大使）
- 加茂佳彦（12年駐アラブ首長国連邦大使）
- 西宮伸一（12年中国大使・10年外務審議官（経済））
- 大塚聖一（12年駐レバノン大使）
- 高瀬康夫（12年駐ジャマイカ兼ベリーズ兼バハマ大使・09年駐トンガ大使）
- 渡部和男（12年駐コロンビア大使・11年科学技術協力担当大使・08年駐パラグアイ大使）
- 小泉崇（12年駐ブルガリア大使）
- 東博史（13年駐ポルトガル大使・10年駐モーリタニア大使）
- 長内敬（09年駐ラトビア大使）
- 今井治（13年国際テロ対策・組織犯罪対策協力担当兼サイバー政策担当兼安保理非常任理事国選挙及び安保理改革（中南米諸国）担当大使・12年国際テロ対策・組織犯罪対策協力兼サイバー政策担当大使・09年駐エクアドル大使）
- 細谷龍平（13年駐マダガスカル大使）
- 山本啓司（12年駐ルーマニア大使・11年査察担当大使・駐カメルーン大使）
- 塚原大貮（12年駐ベナン大使）
- 川上公一（12年外交記録公開担当大使・09年駐レバノン大使）